# David Le Mignant
David Le Mignant est un astrophysicien français, directeur technique (2012-2018) du laboratoire d'astrophysique de Marseille.

## Découverte
David Le Mignant est connu pour la co-découverte de Dysnomie, unique lune connue à la planète naine Éris.